# Keltai Pál
Keltai Pál, születési és 1933-ig használt nevén Krausz Pál (Budapest, 1915. október 3. – Budapest, 1972. november 10.) belgyógyász, egyetemi docens, az orvostudományok kandidátusa (1966).

## Élete
Krausz Adolf (1880–1923) császári és király főhadnagy és Somogyi Rózsa (1888–1964) fiaként született zsidó családban.
A budapesti Pázmány Péter Tudományegyetemen 1939. november 18-án avatták orvosdoktorrá. A Budapesti Orvosi Kamara 1940. január 17-én felvette tagjainak sorába. A második világháború alatt behívták munkaszolgálatra, ami alól 1944-ben mentesítést kapott és Abaújbaktán gyakorolhatta orvosi hivatását. 1946 és 1948 között a Pázmány Péter Tudományegyetem I. sz. Belgyógyászati Klinikájának gyakornoka, majd tanársegéde volt. 1946-ban belgyógyász szakképesítést szerzett. 
1948-ban kinevezték az Uzsoki Utcai Kórház belgyógyászati osztályának adjunktusává. 1950-től a III. sz. Sebészeti Klinika állandó belgyógyász konziliáriusa volt, ahonnan a II. sz. Sebészeti Klinikára került. 1956 és 1964 között az I. sz. Sebészeti Klinika belgyógyász tanársegéde, 1964-től adjunktusa, 1967. október 1-től docense volt. Halálát keringési elégtelenség okozta.
Elsősorban az operált betegek belgyógyászati kérdéseivel foglalkozott.
1945-től az MKP, az MDP, majd az MSZMP tagja.
A Kozma utcai izraelita temetőben nyugszik.

### Családja
1939. december 10-én Budapesten, a Terézvárosban házasságot kötött Gleichmann Györgyikével (1918–1991), Gleichmann Lajos gyárigazgató és Keppel Gizella lányával. Fiuk Keltai Mátyás (1942) belgyógyász, kardiológus, egyetemi tanár. Unokáik: Katalin és Ágnes.

## Művei
- Arteritis temporalis. Endes-Eiserth Pongráccal. (Orvosi Hetilap, 1949, 14.)
- A thrombosis-veszélyeztetettség műtét előtti klinikai meghatározása és a megelőzés néhány kérdése. Kandidátusi értekezés. Budapest, 1964
- Újabb adatok a hasi műtét előtt végzett légzésfunkciós vizsgálat jelentőségéhez. Többekkel. (Orvosi Közlemények, 1965, 2.)